# Šume gorskog pojasa Hrvatske
Gorski pojas ili altimontani pojas dio je Eurosibirsko-sjevernoameričke regije u fitogeografskoj raspodjeli Hrvatske. Na Dinaridima i panonskom gorju razvijen je u rasponu nadmorskih visina od 600 (800) m do 1100 m, dok se na sjevernim padinama Papuka i Medvednice spušta niže. To je područje umjereno hladne, te perhumidne (vlažne) klime. Prosječne godišnje temperature variraju između 6 i 7 oC, a prosječna godišnja količina padalina iznosi oko 1200 mm u sjeverozapadnoj Hrvatskoj, odnosno 3000 i više u Gorskom kotaru. Kao geološka podloga, u Dinaridima prevladavaju karbonati i dolomiti, a u panonskom gorju silikati.
Antropogeni utjecaj je u ovom pojasu bio slab, tako da su sačuvani veliki šumski kompleksi, za razliku od šuma sjeverno od Alpa, koje su najvećim dijelom pretvorene u kulture smreke. U tom pojasu nalaze se i prave prašume, tj. šume u kojima tijekom povijesti nije bilo nikakve ljudske djelatnosti. To su npr. Čorkova uvala kod Plitvičkih jezera te Devčića tavani i Nadžak bilo na sjevernom Velebitu.
Slično kao i u prethodnim pojasevima, šumske zajednice mogu se podijeliti u tri grupe:
- srednjoeuropska vegetacijska zona acidofilnih šuma jele i smreke (biljne zajednice Blechno-Abietetum i Aremonio-Piceetum)
- dinarska vegetacijska zona šuma bukve i jele (biljna zajednica Abieti-Fagetum "dinaricum")
- amfipanonska vegetacijska zona šuma bukve i jele (biljna zajednica Abieti-Fagetum "pannonicum")

## Šume bukve i jele
Rasprostiru se na oko 130 000 ha u dinarskom prostoru i na oko 15 000 ha u panonskom prostoru. Budući da se ta dva prostora bitno razlikuju klimatski, geološki i edafski, florni sastav tih šuma će također biti različit. Za dinarske bukovo-jelove šume značajan je velik udio ilirskih vrsta, dok su panonske srodne sa sličnim šumama srednjoeuropskog prostora.

### Dinarske šume bukve i jele
Rasprostranjene su u Lici, na Velebitu i Plješivici, Velikoj i Maloj kapeli, te u Gorskom kotaru. Očuvano je i više prašuma, kao što su Čorkova uvala u sklopu NP Plitvička jezera, Devčića tavani na sjevernom Velebitu, Plješivička uvala u Ličkoj Plješivici, te Klepina duliba pokraj Krasna.
Zauzimaju pojas nadmorskih visina od 550 do 1200 m, a rastu na dolomitnoj i karbonatnoj geološkoj podlozi, na lesiviranim tlima, smeđim karbonatnim tlima i karbonatnim crnicama. Uspijevaju manje-više na svim ekspozicijama i nagibima.
Dominantne drvenaste vrste su bukva (Fagus sylvatica) i jela (Abies alba), a uz njih rastu i gorski javor (Acer pseudoplatanus), te gorski brijest (Ulmus glabra). U sloju grmlja čest je likovac (Daphne mezereum), a u sloju niskog raslinja rastu mnogobrojne ilirske vrste (vidi odlomak Brdske šume bukve u članku Brdski pojas). Česte su još i ženska paprat (Athyrium filix-femina), muška paprat (Dryopteris filix-mas), srebrenka (Lunaria rediviva), kao i lukovičasta režuha (Cardamine bulbifera).

### Panonske šume bukve i jele
U odnosu na dinarske, bukovo-jelove šume panonskog područja rastu u uvjetima toplije klime, manje količine oborina, na dubokim smeđim vapnenastim i smeđim kiselim tlima. Na Strahinjčici, Ivanščici, Ravnoj gori i Trakošćanu rastu na karbonatnoj podlozi, a na Maceljskoj gori, Medvednici i Papuku rastu na silikatnoj podlozi. Zauzimaju raspon nadmorskih visina od 200 do 1000 m. Na male nadmorske visine (200 m) jela se spušta na sjevernim padinama, npr. onima Medvednice. Ove šume imaju važnu hidrološku i protuerozijsku funkciju.
Za razliku od situacije kod dinarskih šuma, udio ilirskih vrsta u panonskim šumama bukve i jele je malen. Uz bukvu i jelu u sloju drveća rastu i javori (Acer platanoides i A. pseudoplatanus), obični jasen (Fraxinus excelsior), te gorski brijest (Ulmus glabra). U sloju grmlja rastu likovci (Daphne mezereum i D. laureola), a u sloju niskog raslinja izuzev ilirskih vrsta i one koje su navedene u odlomku o dinarskim bukovo-jelovim šumama.

## Šume jele s rebračom (Blechno-Abietetum)
Ovaj tip šume rasprostire se na nadmorskim visinama od 650 do 950 m, unutar bukovo jelovih šuma, ali na silikatnim stijenama, odnosno kiselim, podzoliranim tlima. Gospodarski predstavljaju jedan od najvažnijih tipova šuma. Najviše ih ima u Gorskom kotaru, zatim na Velebitu, Kapeli i Plješivici. U sjevernoj Hrvatskoj raste samo na Maceljskoj gori, na nadmorskim visinama od 210 do 425 m.
Tla na kojima se razvija izrazito su kisela, s pH često ispod 5.
U sloju drveća dominira jela (Abies alba), uz nju mogu rasti i smreka (Picea abies) i jarebika (Sorbus aucuparia), te bukva (Fagus sylvatica), koja u ovim šumama slabo uspijeva. Sloj grmlja slabo je razvijen. U njemu dominira podmladak jele i jarebike, a može se naći i malina (Rubus idaeus), razne vrste kupina (Rubus spp.), te crna kozokrvina (Lonicera nigra). Prizemni sloj dobro je razvijen i čini ga velik broj vrsta. Osobito je značajna paprat rebrača (Blechnum spicant) po kojoj je šuma i dobila ime. Od ostalih vrsta valja spomenuti borovnicu (Vaccinium myrtillus), crvotočine (Lycopodium annotinum, L. clavatum, Huperzia selago), trave šašuljice (Calamagrostis spp.), te više vrsta mahovina, koje do izražaja dolaze osobito na vlažnijim staništima.